# فلمبورو
فلمبورو (به انگلیسی: Flamborough) یک روستا و محله مدنی در بریتانیا است که در East Riding of Yorkshire واقع شده‌است. فلمبورو ۲٬۱۶۱ نفر جمعیت دارد.